# Johannes Fechner

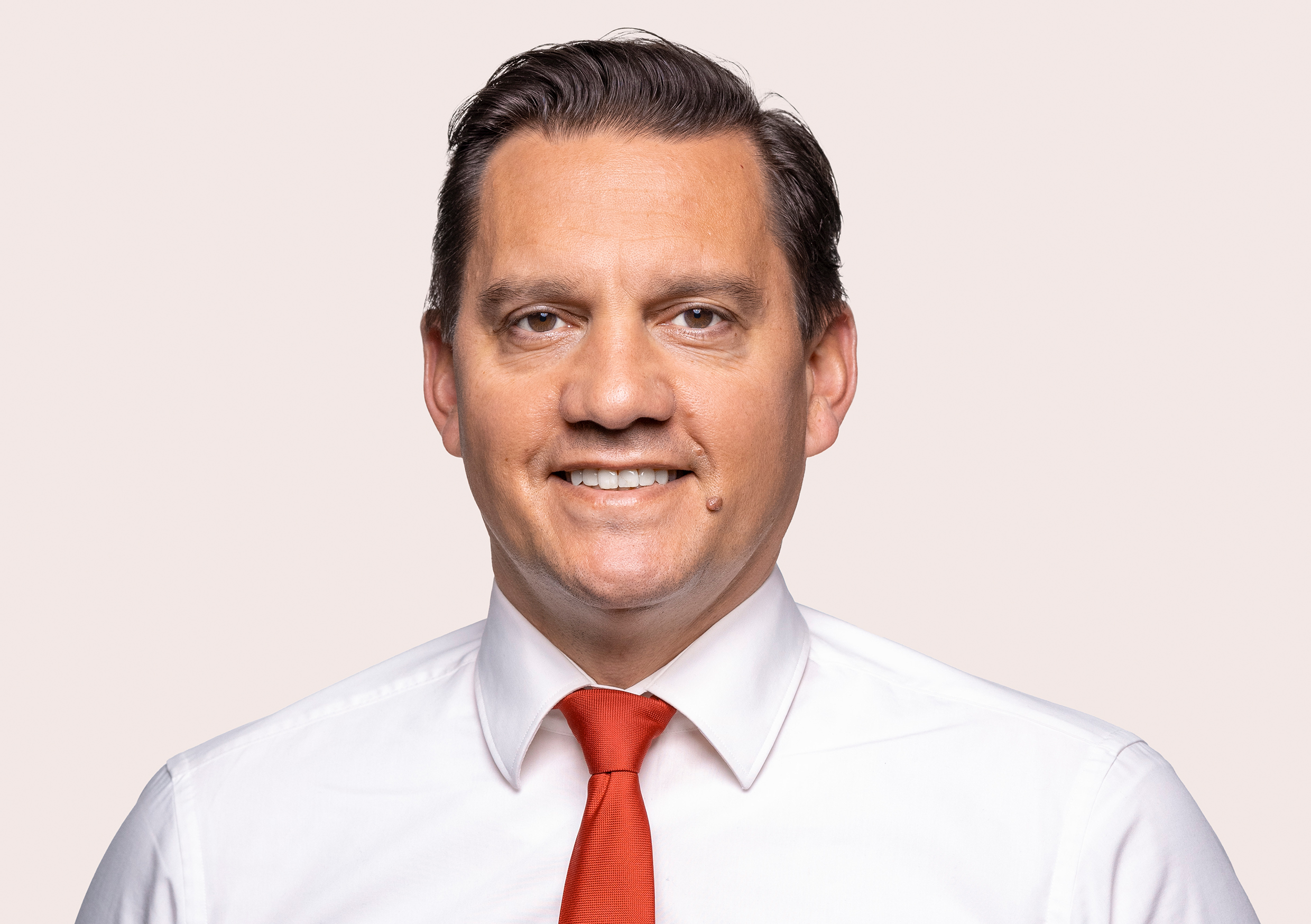
Johannes Fechner (2021)

Johannes Fechner (* 25. November 1972 in Freiburg im Breisgau) ist ein deutscher Politiker (SPD) und seit 2013 Mitglied des Deutschen Bundestages. Seit 2021 ist er Parlamentarischer Geschäftsführer und Justiziar der SPD-Bundestagsfraktion.

## Leben
Fechner besuchte in den Jahren 1979 bis 1983 die Fritz-Boehle-Grundschule Emmendingen. Er besuchte das Goethe-Gymnasium Emmendingen und machte im Jahr 1992 das Abitur. Nach dem Zivildienst beim Roten Kreuz studierte er in den Jahren 1993 bis 1997 an der Albert-Ludwigs-Universität Freiburg Rechtswissenschaft. Nach dem Ersten Staatsexamen 1997 und einem Referendariat in Offenburg machte er im Jahr 2000 das Zweite Staatsexamen; 2001 wurde er promoviert. Danach war Fechner an der Universität Freiburg tätig. Seit 2001 ist er als Rechtsanwalt in Emmendingen tätig.
Fechner ist verheiratet und hat zwei Kinder.

## Politik

### Partei
Im Jahr 1990 trat Fechner in die SPD ein und wurde bald darauf Vorsitzender der Jusos in Emmendingen. 1994 wurde er Mitglied des Gemeinderats in Emmendingen, 1996 Zweitkandidat für den Landtag von Baden-Württemberg. Seit dem Jahr 2000 war er stellvertretender SPD-Kreisvorsitzender und übernahm 2004 den Vorsitz.

### Deutscher Bundestag
Im Jahr 2005 kandidierte er erstmals als Bundestagsabgeordneter, zog jedoch nicht in den Bundestag ein, ebenso bei der Bundestagswahl 2009. Nach der Bundestagswahl 2013 zog er über die Landesliste in den Bundestag ein. Bei der Bundestagswahl 2017 erhielt er im Bundestagswahlkreis Emmendingen – Lahr erneut die zweitmeisten Stimmen und zog über die Landesliste in den Bundestag ein. Im Bundestag war er Obmann im Ausschuss für Recht und Verbraucherschutz, Mitglied im Gremium nach Artikel 13 Absatz 6 Grundgesetz sowie stellvertretendes Mitglied im Ausschuss für Inneres und Heimat und Wahlausschuss. Er war Mitglied im 1. Untersuchungsausschuss der 19. Wahlperiode des deutschen Bundestages. Dieser beschäftigt sich mit dem Terroranschlag auf dem Breitscheidplatz in Berlin am 19. Dezember 2016. 
Bei der Bundestagswahl 2021 kandidierte Fechner erneut im Wahlkreis Emmendingen-Lahr, dabei unterlag er, mit nur 92 Stimmen weniger, dem Kandidaten der CDU, Yannick Bury. Er zog dennoch über die Landesliste der SPD in den 20. Deutschen Bundestag ein. Am 9. Dezember 2021 wurde er zum Parlamentarischen Geschäftsführer und Justiziar seiner Fraktion gewählt.
Bei der Bundestagswahl 2025 zog er erneut über die Landesliste in das Parlament ein. Im 21. Deutschen Bundestag ist Fechner Mitglied in folgenden Ausschüssen:
- Ordentliches Mitglied im Ausschuss für Recht und Verbraucherschutz
- Ordentliches Mitglied im  Ausschuss für Wahlprüfung, Immunität und Geschäftsordnung
- Mitglied im Ältestenrat
- Stellvertretendes Mitglied im Wahlausschuss

## Mitgliedschaften
Fechner ist Mitglied in der überparteilichen Europa-Union Deutschland, die sich für ein föderales Europa und den europäischen Einigungsprozess einsetzt.